# Laura Cosenza
Laura Cosenza (Roma, 6 marzo 1977) è una doppiatrice e dialoghista italiana.

## Biografia
Oltre a fare la doppiatrice, l'attività di dialoghista di opere audiovisive le è valsa il "premio SIAE al giovane adattatore e dialoghista di talento" nel 2016 al festival del doppiaggio Voci nell'Ombra. Tra i suoi lavori, si ricorda il terzo adattamento italiano dei dialoghi di Neon Genesis Evangelion, commissionatole in seguito alle critiche rivolte al precedente secondo adattamento ad opera di Gualtiero Cannarsi per Netflix.

## Doppiaggio

### Film
- Dominic Scott Kay in Air Buddies - Cuccioli alla riscossa
- Minnie Driver in La doppia vita di Mahowny
- Flora Montgomery in Basic Instinct 2
- Molly Shannon in Cani dell'altro mondo
- Mia Cottet in Lo smoking
- Isabel Brook in About a Boy - Un ragazzo
- Lydia Blanco Garza in L'amore non va in vacanza
- Julie Adams in Carnage

### Film d'animazione
- Vidia in Trilli, Trilli e il grande salvataggio, Trilli e il segreto delle ali, Trilli e la nave pirata, Trilli e la creatura leggendaria
- Flappy in Pretty Cure Splash Star - Le leggendarie guerriere
- Osiride in Aladdin e il re dei ladri
- Troll-moglie #2 in Barbie e la magia di Pegaso
- Lani Aliikai in Surf's Up - I re delle onde
- Ragazza sorridente di Lester in In viaggio con Pippo
- Angie in Shark Tale
- La madre di Haruki in Voglio mangiare il tuo pancreas
- Madre di Sayaka in Quando c'era Marnie

### Serie televisive
- Sarah-Jane Redmond in Smallville
- Nancy Wetzel in Alias
- Navi Rawat in The O.C.
- Tanya Fischer in The Defenders
- Dichen Lachman in The 100
- Chelah Horsdal in You Me Her
- Elizabeth Reaser in The Haunting
- Michelle Hurd in The Walking Dead: Dead City

### Serie animate
- Flappy in Pretty Cure Splash Star
- Naoko Izumi in Great Teacher Onizuka
- Sousuke Sagara da bambino in Full Metal Panic!
- John in Cinderella Boy
- Impiegata del 200º piano in Hunter X Hunter
- Ko ne I Vampiriani - Vampiri vegetariani
- Desertrian in HeartCatch Pretty Cure!
- Niyanta in Super Niyandar - Il gatto mascherato
- Nicolas ne L'apprendista Babbo Natale
- Satoru in Devil Lady
- Holm Kranom in Dungeon Food
- Bonnie in Pig City
- Teo in Ava Riko Teo
- Inami in Inami
- Linus van Pelt in Peanuts
- Trixie Tang e Tootie in Due fantagenitori
- Pedro Pony in Peppa Pig
- Lady Elanna in Avengers Assemble
- Acquarius in Fairy Tail
- Narratore in Komi Can't Communicate

### Videogiochi
- Capretta in Epic Mickey 2: L'avventura di Topolino e Oswald[3]

### Adattamento dei dialoghi italiani
- Curb Your Enthusiasm
- Il commissario Schumann
- Ghost Whisperer - Presenze
- Lethal Weapon
- Neon Genesis Evangelion (3º adattamento)
- Odd Mom Out
- Prison Break
- Benched - Difesa d'ufficio
- Melissa & Joey
- Mike & Molly
- Killing Eve
- Scream
- Soy Luna
- Desperate Housewives
- 4 mesi, 3 settimane, 2 giorni
- Abel - Il figlio del vento
- Un gelido inverno
- Belle & Sebastien
- Orphan Black
- Hawthorne - Angeli in corsia
- Perception
- Una pupa in libreria
- Spooks
- Miss Match

## Filmografia
- Nebbia in Val Padana – serie TV (2000)
- Giorni dispari, regia di Dominick Tambasco (2000)